# Kabachnik-Fields-Reaktion
Die Kabachnik-Fields-Reaktion ist eine Mehrkomponentenreaktion in der ein Aldehyd (R2= H, R3= H oder Organylgruppe), ein Amin (R1= H, Organylgruppe), und ein Phosphonsäurederivat ((R4=H, Organylgruppe),  (R5=H, Organylgruppe)), zu einem α-Aminophosphonat umgesetzt werden. Die Reaktion wurde 1952 unabhängig voneinander von Martin Israilewitsch Kabachnik und Ellis K. Fields entdeckt.

## Mechanismus
Im ersten Schritt greift das Amin den Aldehyd am Carbonylkohlenstoffatom an. Dabei entsteht ein Zwitterion, welches durch Umlagerung eines Wasserstoffatoms (Tautomerie) und anschließender Abspaltung von Wasser zum Imin reagiert. Im nächsten Schritt addiert sich das Phosphonsäurederivat an das Imin. Nach einer weiteren Übertragung eines Wasserstoffatoms bildet sich letztlich das α-Aminophosphonat.